# Ivan Ier Kalita
Ivan Ier Kalita (1288- 31 mars 1341), fils de Daniel de Moscou, fut prince de Moscou en 1325 et grand-prince de Vladimir en 1328. Son surnom de Kalita (escarcelle) lui vient de sa qualité de collecteur d'impôts pour les Mongols de la Horde d'Or dirigés par Özbeg, dont il était le vassal.

## Biographie
Second fils du prince Daniel Moskovski, il devient prince de Pereïaslavl en 1304. Le 4 août 1304, il pose la première pierre de la cathédrale de la Dormition de Moscou. Il succède à son frère en 1325 comme prince de Moscou. En 1328, il se rend à la Horde d'or pour y être investi et il rentre avec le titre de grand-prince de Moscou, de Vladimir et de toute la Russie, après la déposition d'Alexandre II Vladimirski de Tver. Il ravage Tver à la tête de 50 000 hommes, au nom du Khan, indigné que ses collecteurs d'impôts aient été massacrés par les habitants de cette principauté.
Il lutte contre les princes apanagés et n'hésite pas à rechercher l'alliance du Khan, notamment pour se protéger des Lituaniens envahisseurs. Il ne pense qu'à amasser les terres russes et à les réunir de manière homogène sous son sceptre. Il arrive à s'entendre avec la Horde d'or en expliquant qu'un peuple n'a jamais vu d'un œil favorable l'occupant le pressurer et qu'il vaut mieux qu'un des leurs fasse cette opération à leur place. Il n'hésite pas à prélever une partie de cette perception pour son propre compte. Il s'appuie également sur le clergé et obtient le transfert du métropolite Pierre, russe de naissance, de Vladimir à Moscou, où il fut enterré en 1326 dans la cathédrale de la Dormition. Son successeur, le Grec Théognostos (1328-1353), fixa définitivement à Moscou le siège métropolitain.
À sa mort, le 31 mars 1340, il laisse 26 villes — dont Moscou et Vladimir — à son fils aîné, Siméon, 23 villes au second, Ivan, 21 villes à André, 26 villes à sa seconde femme et à ses plus jeunes fils. Il est inhumé dans la cathédrale de l'Archange-Saint-Michel de Moscou.

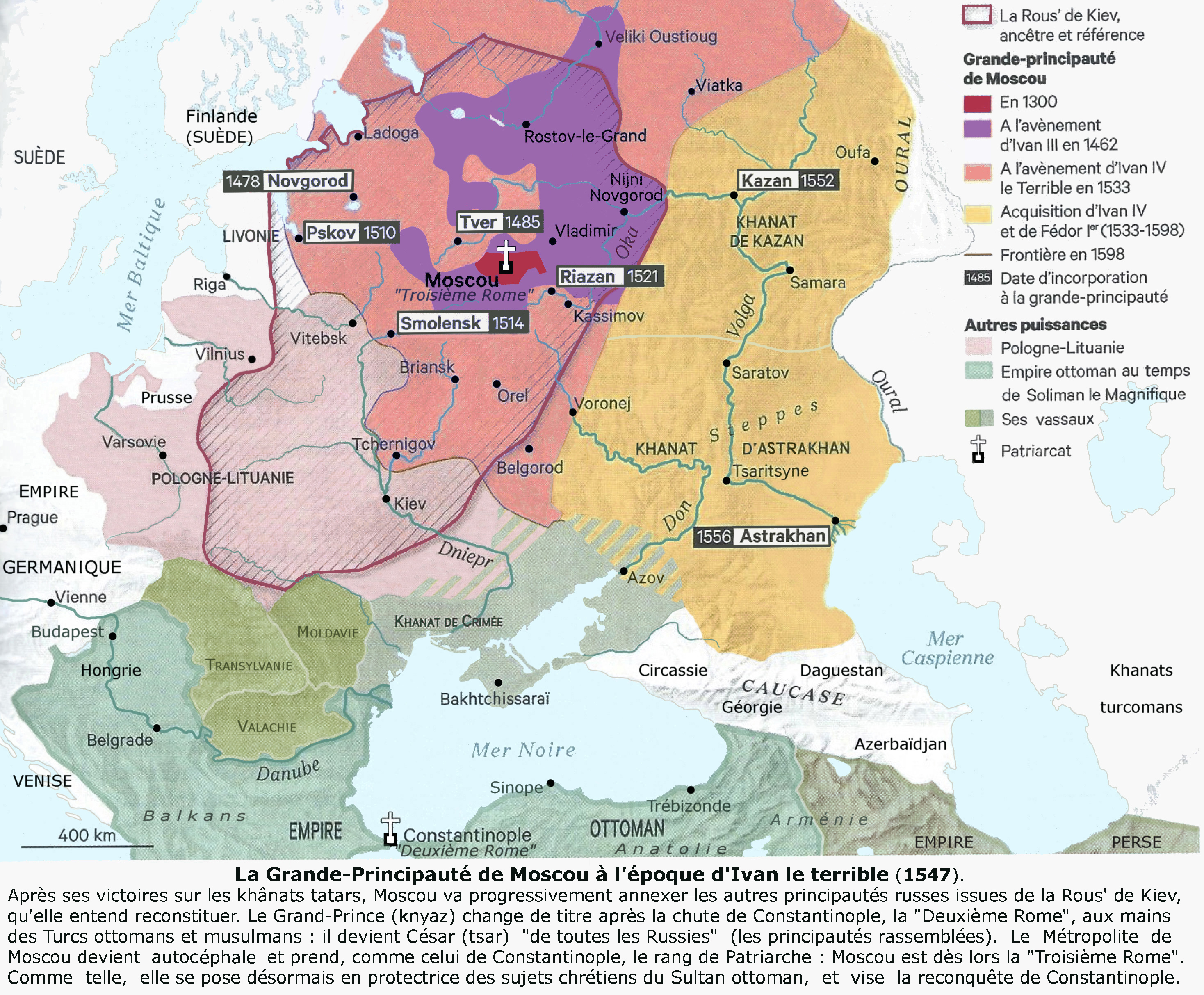
La Grande-principauté de Moscou et son expansion territoriale aux.

## Descendance
Il avait épousé en première union une certaine Hélène morte en 1331 et qui lui donna quatre descendants :
- Siméon Ier
- Daniel né en 1320 mort jeune
- Ivan II Ivanovitch
- André (1327-1353) prince de Serpujov.